# 회남로
 회남로(Hoenam-ro)는 대전광역시 동구 신상동 세천삼거리에서 충청북도 보은군 회인면 눌곡삼거리를 잇는 도로이다.

## 주요 경유지
대전광역시
- 동구 (신상동 . 신하동)

충청북도
- 보은군 (회남면 . 회인면)

## 노선
| 이름        | 접속 노선                       | 소재지     | 소재지 | 소재지 | 비고 |
| ----------- | ------------------------------- | ---------- | ------ | ------ | ---- |
| 세천삼거리  | 국도 제4호선 (옥천로)           | 대전광역시 | 동구   | 신상동 |      |
| 신상 교차로 | 대전광역시도 제119호선 (신상로) | 대전광역시 | 동구   | 신상동 |      |
| 대신고개    |                                 | 대전광역시 | 동구   | 대청동 |      |
| 형고개      |                                 | 보은군     | 회남면 | 회남면 |      |
| 회남대교    |                                 | 보은군     | 회남면 | 회남면 |      |
| 어부동고개  |                                 | 보은군     | 회남면 | 회남면 |      |
| (이름 없음) | 지방도 제509호선 (회남문의로)   | 보은군     | 회남면 | 회남면 |      |
| 남대문교    |                                 | 보은군     | 회남면 | 회남면 |      |
| 거신교      |                                 | 보은군     | 회남면 | 회남면 |      |
| 거교삼거리  | 지방도 제502호선 (안내회남로)   | 보은군     | 회남면 | 회남면 |      |
| 승곡교      |                                 | 보은군     | 회남면 | 회남면 |      |
| 죽암교      |                                 | 보은군     | 회인면 | 회인면 |      |
| 송평삼거리  | 보청대로                        | 보은군     | 회인면 | 회인면 |      |
| 눌곡삼거리  | 국도 제25호선 (회인로)          | 보은군     | 회인면 | 회인면 |      |

## 주요 건물 및 시설
- 회남면 행정복지센터 (회남로 1901/거교리 251)
- 회남면주민자치센터 (회남로 1901/거교리 251)
- 회남치안센터 (회남로 1940/조곡리 산1-3)